# Healing Is Difficult
Healing Is Difficult é o segundo álbum de estúdio da cantora australiana Sia. Foi lançado no Reino Unido em 9 de Julho de 2001 e nos Estados Unidos em 28 de Maio de 2002. No Reino Unido, o primeiro single do álbum "Taken for Granted" foi lançado no início de 2000 e chegou ao número 10 no UK Singles Chart. Um vídeo clipe de baixo orçamento foi feito com cerca de US$ 50. O follow-up "Little Man" atingiu o pico de número 85, e a música recebeu um "remix de garagem" de dois andares que era popular na época. Um terceiro single, "Drink to Get Drunk", foi planejado, no entanto, apenas o "Different Gear" Remix recebeu uma versão limitada em toda a Europa, promovido como "Different Gear vs Sia". Sua posição de pico foi o número 91 no Reino Unido, 85 nos Países Baixos, 55 na Bélgica e número 1 no Dance Chart deste último país. O quarto e último single planejado foi "Blow It All Away" (Exploda Tudo), que foi re-gravado como "Throw It All Away" (Jogue tudo fora), devido aos ataques de 11 de setembro, no entanto, foi o único single que não chegou a superfície. Em geral o álbum não teve nenhum sucesso gráfico no Reino Unido devido à falta de promoção e divulgação. A faixa "Sober and Unkissed" foi originalmente apresentada no primeiro álbum solo de Sia, OnlySee, sob o título "Soon", e "I'm Not Important to You" foi originalmente realizada por Sia com a sua banda Crisp para o seu álbum The Word and the Deal em 1996 como a faixa "Sia's Song".

## Alinhamento das Faixas
Todas as canções escritas por Sia Furler e Sam Frank.
| N.º            | Título                     | Compositor(es)                                         | Produtor(es)          | Duração |  |
| 1.             | "Fear"                     | Sia Furler                                             | Sia Furler, Sam Frank | 5:11    |  |
| 2.             | "Drink to Get Drunk"       | Sia Furler, Sam Frank                                  |                       | 4:41    |  |
| 3.             | "Taken for Granted"        | Furler                                                 | Nigel Corsbie         | 4:35    |  |
| 4.             | "Blow It All Away"         | Furler, Blair MacKichan, Felix Howard, Kevin Armstrong | Blair Mackichan       | 4:40    |  |
| 5.             | "Get Me"                   | Furler, Frank                                          |                       | 3:13    |  |
| 6.             | "I'm Not Important to You" | Furler, Frank                                          |                       | 6:08    |  |
| 7.             | "Sober and Unkissed"       | Furler                                                 | Furler Jesse Flavell  | 4:01    |  |
| 8.             | "Healing Is Difficult"     | Furler, Frank                                          |                       | 5:24    |  |
| 9.             | "Judge Me"                 | Furler, Frank                                          |                       | 4:15    |  |
| 10.            | "Little Man"               | Furler, Frank                                          |                       | 6:04    |  |
| 11.            | "Insidiously"              | Furler, Frank                                          |                       | 8:50    |  |
| Duração total: | Duração total:             | Duração total:                                         | Duração total:        | 57:02   |  |

| UK Edition Track Bônus |                                           |         |  |
| N.º                    | Título                                    | Duração |  |
| 12.                    | "Little Man (Exemen Works)"               | 5:01    |  |
| 13.                    | "Drink to Get Drunk (Different Gear Mix)" | 7:54    |  |

| Australian Edition Track Bônus |                                             |                |         |  |
| N.º                            | Título                                      | Compositor(es) | Duração |  |
| 12.                            | "Drink to Get Drunk (Different Gear Remix)" | Furler, Frank  | 7:54    |  |

| Edição 10º Aniversário (10th Anniversary Edition) |                                               |                                                        |         |  |
| N.º                                               | Título                                        | Compositor(es)                                         | Duração |  |
| 1.                                                | "Fear"                                        | Sia Furler                                             | 5:11    |  |
| 2.                                                | "Drink to Get Drunk"                          | Furler Sam Frank                                       | 4:41    |  |
| 3.                                                | "Taken for Granted"                           | Furler                                                 | 4:35    |  |
| 4.                                                | "Blow It All Away"                            | Furler, Blair MacKichan, Felix Howard, Kevin Armstrong | 4:40    |  |
| 5.                                                | "Get Me"                                      | Furler, Frank                                          | 3:13    |  |
| 6.                                                | "I'm Not Important to You"                    | Furler, Frank                                          | 6:08    |  |
| 7.                                                | "Sober and Unkissed"                          | Furler                                                 | 4:01    |  |
| 8.                                                | "Healing Is Difficult"                        | Furler, Frank                                          | 5:24    |  |
| 9.                                                | "Judge Me"                                    | Furler, Frank                                          | 4:15    |  |
| 10.                                               | "Little Man"                                  | Furler Frank                                           | 6:04    |  |
| 11.                                               | "Insidiously"                                 | Furler, Frank                                          | 8:50    |  |
| 12.                                               | "Drink to Get Drunk (Different Gear Remix)"   | Furler, Frank                                          | 7:55    |  |
| 13.                                               | "Taken for Granted (Groove Chronicles Remix)" | Furler                                                 | 5:19    |  |
| 14.                                               | "Taken for Granted (Desert Eagle Discs Mix)"  | Furler                                                 | 4:19    |  |
| 15.                                               | "Taken for Granted (Restless Soul Remix)"     | Furler                                                 | 7:02    |  |
| 16.                                               | "Taken for Granted (Soul Brother Remix)"      | Furler                                                 | 5:22    |  |
| 17.                                               | "Taken for Granted (Mvp Remix)"               | Furler                                                 | 4:58    |  |
| 18.                                               | "Judge Me (Siksense Remix)"                   | Furler, Frank                                          | 5:35    |  |
| 19.                                               | "Little Man (Exemen Works)"                   | Furler, Frank                                          | 5:04    |  |
| Duração total:                                    | Duração total:                                | Duração total:                                         | 1:01:16 |  |

- Otto Williams tocou baixo nas faixas 1 e 7.
- Quadraphonic (Richard Louis Simmonds e Tony Rapacioli) jogou strings nas faixas 2 e 3.
- Isobel Dunn arranjou e tocou cordas na pista 4.
- Blair MacKichan jogou cordas e produziu a faixa 4.
- Jesse Flavell tocou guitarra e produziu a faixa 7.

## Singles
O primeiro single entrou e atingiu o pico de número 10 na UK Singles Chart em 3 de junho de 2000. Sia até performou a música no programa de rádio de Jo Whiley da BBC Radio 1. Os próximos dois singles não corresponderam ao sucesso igual ao primeiro. Em 2002, "Taken for Granted" alcançou o número 100 no Australian ARIA Singles Chart. Em abril de 2002 o álbum estreou no número 99, ficando lá por uma semana. Ele também alcançou o número 9 na ARIA Hitseekers Albums Chart.
| “             | Chartifacts - 15 de abril de 2002 Nº 99 HEALING IS DIFFICULT - Sia (See-AH) é uma cantora / compositora australiana sediada em Londres que incorpora hip hop, funk e soul como base para seu tão incrível estilo vocal e harmonia. Seu primeiro single Taken For Granted chegou a posição #10 na lista do Reino Unido, mas não fez tal dente em nosso gráfico local. Suas influências variam de Stevie Wonder a Lauren Hill e Sting. | ” |
| — Chartifacts | |   |

## Charts

### Álbum
| Chart (2001–02)          | Pico de posição |
| ------------------------ | --------------- |
| Australian Albums (ARIA) | 99              |

### Singles
| Ano  | Música                                        | Pico de posição | Chart                    |
| ---- | --------------------------------------------- | --------------- | ------------------------ |
| 2000 | "Taken for Granted"                           | 10              | UK Singles Chart         |
| 2000 | "Taken for Granted"                           | 13              | Irish Singles Chart      |
| 2000 | "Little Man"                                  | 85              | UK Singles Chart         |
| 2000 | "Little Man"                                  | 67              | Irish Singles Chart      |
| 2001 | "Drink to Get Drunk" (Different Gear vs. Sia) | 91              | UK Singles Chart         |
| 2001 | "Drink to Get Drunk" (Different Gear vs. Sia) | 85              | Dutch Top 100            |
| 2001 | "Drink to Get Drunk" (Different Gear vs. Sia) | 55              | Belgian Ultratop Top 75  |
| 2002 | "Taken for Granted"                           | 100             | Australian Singles Chart |